# Wilton (Iowa)
Wilton – miasto w Stanach Zjednoczonych, w stanie Iowa, w hrabstwie Cedar. W 2000 roku liczyło 2829 mieszkańców.